# Freddie King
Frederick Christian King, artistnamn Freddie King (inledningsvis Freddy King), född 3 september 1934 i Gilmer i Texas, död 28 december 1976 i Dallas i Texas, var en afroamerikansk bluesgitarrist och sångare som räknas som en av de största bluesgitarristerna. Han har fått smeknamnet "the Texas Cannonball". Freddie King, Albert King och B.B. King har kallats "the Three Kings of electric blues guitar". Hans mest kända låtar är "Have You Ever Loved a Woman" från 1960 och "Hide Away" som blev en hit och tog sig till tjugonionde plats på Billboard hot 100 år 1961. Han inspirerade kända bluesartister som Stevie Ray Vaughan och hans bror Jimmie Vaughan, Eric Clapton, Peter Green och bandet Chicken Shack.

## Biografi

### De tidiga åren
Freddie King föddes i Gilmer, Texas 1934. King växte upp i en musikalisk familj, hans mor och farbröder spelade blues och King fick sin första gitarr redan när han var fem år gammal. King började också redan som liten pojke att lyssna på blues, i början bestod den mest av country-blues och han blev starkt influerad av stora country-bluesartister som Blind Lemon Jefferson, Arthur Crudup, Big Bill Broonzy och Lightnin' Hopkins. När King kom upp i tonåren fick han upp ögonen för den elektriska bluesmusiken och började lyssna på bluesmusiker som B.B. King och T-Bone Walker.

### 50-talet
Efter att King gått ur high school flyttade hans familj 1949 till Chicago. Kings far ville egentligen att King skulle fortsätta studierna på College i Texas, men King började istället året därpå att jobba på stålverket i staden, där två av hans farbröder Willie och Felix King redan arbetade. Den första tiden i Chicago brukade King smyga in på olika South Side-nattklubbar trots att han var minderårig bara för att få lyssna på sin favoritmusik blues spelas av stora artister som Muddy Waters, Howlin' Wolf, T-Bone Walker, Elmore James och Sonny Boy Williamson II. King bildade inte långt efter sin flytt sitt första egna band, som han döpte till the Every Hour Blues Boys. Medlemmar i bandet var förutom King gitarristen Jimmie Lee Robinson och trummisen Frank "Sonny" Scott. År 1952 träffade King en tjej vid namn Jessie Burnett som senare blev hans fru. I mitten av 1950-talet och framåt jobbade King i stålverket på dagen, och på kvällarna extraknäckte han på olika gigs och inspelningar. Han jobbade då bland annat som en sideman med olika band som Little Sonny Cooper Band och Earl Paytons Cats Blues. Förutom det spelade King även på olika sammanträden för Parrott och Chess Records. År 1957 fick King spela in sin första singel på det lilla skivbolaget El-bee; sida A bestod av en duett med sångerskan Margaret Whitfield "Country Boy" och sida B var en blueslåt i snabbt tempo vid namn " Thats What You Think". Singeln blev ingen hit och sålde dåligt. Senare under 50-talet spelade King med bland annat flera av Muddy Waters musiker och andra Chicagomusiker, däribland gitarristerna Jimmy Rogers, Robert Lockwood Jr., Eddie Taylor, Hound Dog Taylor, basisten Willie Dixon, pianisten Memphis Slim och munspelaren Little Walter. King försökte i slutet av 50-talet att få kontrakt med det stora skivbolaget Chess records som hade kontrakt med alla de stora bluesartisterna under den tiden. Men King blev nekad och lyckades inte få något kontrakt, de tyckte att han lät som B.B. King när han sjöng. King har senare sagt att han tyckte det var det bästa som kunde hända att han blev nekad av Chess för det tvingade honom att utveckla sin egen sångstil.

### 60-talet
År 1959 efter att King ännu en gång sökt kontrakt på Chess Records kom han i kontakt med musikentreprenören Sonny Thompson på skivbolaget Federal Records. Thompson tyckte att King hade en unik bluesstil och ordnade ett kontrakt med honom på skivbolaget som King signerade 1960. Den 26 augusti 1960 kom hans singeldebut Have You Ever Loved a Woman, på B sidan fanns låten Hide Away, båda låtarna blev stora hits inom R&B-världen. Låten "Hide Away" blev till och med väldigt populär inom popvärlden och nådde 29:e plats på pop charts-listan, vilket var helt unikt, ingen bluesartist hade tidigare lyckats hamna på den listan. Hide Away är idag rankad som en av de populäraste instrumentala blueslåtarna någonsin. Det påstås ibland att originalet till Hide Away gjordes av Hound Dog Taylor.  King och Thompson fortsatte att arbeta tillsammans och deras samarbete var mycket framgångsrikt. Mellan 1961 och 1963 sålde King mest skivor av alla bluesartister. Efter ett antal framgångsrika både instrumentala och vokala skivsläpp tillsammans med Thompson åkte King ut under mitten av 60-talet och turnerade med många stora namn inom R&B såsom Sam Cooke, Jackie Wilson and James Brown.
År 1966 gick hans kontrakt med Federal Records ut. Året därpå gav sig King ut på sin första utlandsturné.
I slutet av 1968 skrev King på för Atlantic/Cotillion records och året därpå släpptes Freddie King Is a Blues Masters tillsammans med producenten King Curtis och 1970 släppte de albumet My Feeling for the Blues.
I slutet av 60-talet, när engelska bluesrockgitarrister som Eric Clapton, Mick Taylor och Peter Green började att göra covers på Kings låtar och införliva hans gitarrspel i sitt eget, växte Kings poularitet och han fick många nya fans.
År 1969 hade King anlitat Jack Calmes som sin manager, vilket försäkrade honom en spelning på Texas Pop Festival samma år tillsammans med bland annat Led Zeppelin.

### 70-talet
Tack vare spelningen på Texas Pop Festival fick King fick ett nytt skivkontrakt 1970 med Leon Russells nya skivbolag Shelter Records efter att King och Atlantic/Cotillion records i början av 1970 gått skilda vägar. King släppte tillsammans med Shelter Records tre album.
År 1974 skrev King på ett kontrakt med RSO Records, som också var Eric Claptons skivbolag. Samma år på RSO släppte King albumet Burglar som King spelade in och producerade tillsammans med Clapton. Efter lanseringen av Burglar åkte King på turné i Amerika, Europa och Australien. Och år 1975 släppte King sitt sista album Larger than life.
Freddie King besökte Sverige flera gånger under tidigt 70-tal, bland annat spelade han på Skansen i Stockholm på försommarren 1973, där hans show direktsändes i radio som Opp o poppa.

## Död
Kings fullspäckade spelschema höll honom ute på vägarna nästan hela tiden, vilket tog ut sin rätt på hans hälsa. King dog av en kombination av hjärtsvikt och blödande magsår den 28 december 1976, vid 42 års ålder i Dallas.

## Familj
King har en dotter vid namn Wanda King. Hon är liksom sin far musiker och har ett eget blues/jazzband vid namn "The Wanda King All Stars Revue Rocks and Jumps".

## Stil och teknik
King hade en intuitiv stil, som ofta gick ut på att skapa gitarrdelar med en del vokala nyanser. Han uppnådde detta genom att använda sig av det mer fylligare strängljudet som associeras med Texasbluesen och sedan blanda det med råa skrikande tonerna från WestSide Chicagobluesen. Kings kombination av både Texas- och Chicagobluesens karaktäristiska ljud gav hans musik en mer modern blues som inspirerade den yngre generationen bluesmusiker. Freddie spelade lika hårt på sin gitarr som Albert King, men samtidigt så mjukt som B.B King och ibland snabbare än någon av dem. Hans snabbhet och komplexa böjning gjorde därför att hans stil är lätt att känna igen. I början på 70-talet började King ändra lite på sin musikstil, mot en mer hård och rockliknande stil i ett försök att nå en bredare publik.
I en intervju från 1985 berättar Eric Clapton att när han för första gången hörde Kings låt "I Love the Woman" med den elektriska leadgitarrstilen och med de böjda noterna, att det var starten på hans musikaliska bana. Clapton delade sin stora kärlek till King med fler gitarrhjältar som Peter Green, Jeff Beck, Mick Taylor, Stevie Ray Vaughan, Derek Trucks, Joe Bonamassa, Billy Gibbons och även basisten Dusty Hill med flera.

## Utmärkelser och erkännanden
Den 3 september 1993 förklarades av den dåvarande guvernören i Texas Ann Richards för Freddie King-dagen.
King hamnade på 15 plats i musiktidningen Rolling Stones lista över de hundra bästa gitarristerna genom tiderna.
King valdes 1982 in i Blues Hall of Fame och 2012 in i Rock and Roll Hall of Fame.

## Diskografi

### Studioalbum
- Freddy King Sings
- Let's Hide Away and Dance Away with Freddy King
- Two Boys and a Girl Freddy King, Lulu Reed & Sonny Thompson
- Bossa Nova and the Blues
- Freddy King Goes Surfin
- Bonanza of Instrumentals
- Freddie King Sings Again
- Freddie King Is A Blues Master
- My Feeling For The Blues
- Getting Ready
- The Texas Cannonball
- Woman Across The River
- Burglar
- Freddie King Larger than Life

### Samlingsalbum
- All His Hits
- Freddie King 1934–1976
- Just Pickin'
- Hide Away: The Best of Freddie King
- King of the Blues
- Staying Home with the Blues
- The Best of Freddie King: The Shelter Records Years
- Taking Care of Business

### Singelutgåvor
- "Country Boy" / "That's What You Think"
- "Have You Ever Loved a Woman"
- "You've Got to Love Her with a Feeling"
- "Hide Away" / "I Love The Woman"
- "Lonesome Whistle Blues" /

"It's Too Bad (Things Are Going So Tough)"
- "San-Ho-Zay"
- "See See Baby"
- "I'm Tore Down" / "Sen-Sa-Shun"
- "Christmas Tears" / "I Hear Jingle Bells"